# Le Club 700
Le Club 700 (The 700 Club) est un talk show chrétien évangélique américain basé à Virginia Beach, présenté par Wendy Griffith et Pat Robertson, dans sa version anglophone.

## Histoire
La Christian Broadcasting Network (CBN) est lancée en 1961, mais ne diffuse pas d'annonces commerciales. En 1963, le fondateur de la chaîne Pat Robertson organise une levée de fonds télévisée, et explique à son audience qu'il suffit d'un club de 700 donateurs de $10 par mois pour faire tourner la chaîne. En 1965, Pat Robertson ajoute le programme The 700 Club à la fin de ses interventions quotidiennes.
Le format définitif du Club 700 est lancée en 1966 par Tammy et Jim Baker sur le Christian Broadcasting Network,. L'émission accueille des invités, présente des témoignages et les actions humanitaires d'Operation Blessing.
La chaîne Family Channel (devenue International Family Entertainment en 1990) est créée principalement comme véhicule de diffusion de l'émission.
En 2002, la version francophone présentée par le pasteur Raymond Koffi et co-animée par Macy Domingo est fondée. En 2016, l’émission est diffusée en 39 langues dans 138 pays,.

## Politique
Entre 1978 et 1980, des discussions sur des questions politiques ont été ajoutées, ainsi que des segments d'informations .